# Гріффін (Індіана)
Гріффін (англ. Griffin) — місто (англ. town) в США, в окрузі Поузі штату Індіана. Населення — 143 особи (2020).

## Географія
Гріффін розташований за координатами 38°12′15″ пн. ш. 87°54′54″ зх. д. / 38.20417° пн. ш. 87.91500° зх. д. (38.204304, -87.914920).  За даними Бюро перепису населення США в 2010 році місто мало площу 0,18 км², уся площа — суходіл.

## Демографія
Згідно з переписом 2010 року, у місті мешкали 172 особи в 69 домогосподарствах у складі 51 родини. Густота населення становила 971 особа/км².  Було 75 помешкань (424/км²).
Расовий склад населення:
| - 98,8 % — білих - 0,6 % — чорних або афроамериканців |

До двох чи більше рас належало 0,6 %. Частка іспаномовних становила 0,0 % від усіх жителів.
За віковим діапазоном населення розподілялося таким чином: 26,2 % — особи молодші 18 років, 58,7 % — особи у віці 18—64 років, 15,1 % — особи у віці 65 років та старші. Медіана віку мешканця становила 37,3 року. На 100 осіб жіночої статі у місті припадало 75,5 чоловіків;  на 100 жінок у віці від 18 років та старших — 81,4 чоловіків також старших 18 років.
Середній дохід на одне домашнє господарство  становив 47 254 долари США (медіана — 42 500), а середній дохід на одну сім'ю — 59 935 доларів (медіана — 53 333). Медіана доходів становила 42 917 доларів для чоловіків та 26 250 доларів для жінок. За межею бідності перебувало 15,9 % осіб, у тому числі 11,1 % дітей у віці до 18 років та 31,8 % осіб у віці 65 років та старших.
Цивільне працевлаштоване населення становило 74 особи. Основні галузі зайнятості: освіта, охорона здоров'я та соціальна допомога — 24,3 %, будівництво — 20,3 %, виробництво — 17,6 %, роздрібна торгівля — 16,2 %.